# Chân hải mã
Phần dưới của hồi hải mã được mở rộng và thể hiện hai hoặc ba ụ tròn lồi lên, trông tựa như móng vuốt. Do vậy phần này được đặt tên là Chân hải mã (Tiếng Latin: pes hippocampi, pes có nghĩa là bàn chân) hoặc chân hải mã lớn (pes hippocampi major) 